# Aéroport international de Laoag
L'aéroport international de  Laoag (code IATA : LAO • code OACI : RPLI), est un aéroport situé à Laoag, en Philippines.

## Situation
| \| 100 km1:11 581 000 \| Sicogon Bacolod Bancasi Basco Busuanga-Coron Calbayog Camiguin Catarman Caticlan Clark Cotabato Cuyo Davao Dipolog General · Santos Iloilo Jolo Kalibo Cagayan de Oro Laoag Legazpi Mactan-Cebu Manille Marinduque Masbate Naga Ormoc Pagadian Puerto · Princesa Roxas Tacloban Sanga · Sanga Sayak Sibulan Subic Bay Surigao San José Bohol Tandag Tugdan Tuguegarao Virac Zamboanga |
| 100 km1:11 581 000 |